# Классификатор (аппарат)
Классификатор — специальный сепаратор для разделения сыпучих минеральных материалов на гранулометрические фракции, который способен рассортировать частицы на классы по крупности, плотности или форме.

## Виды классификаторов
В зависимости от вида используемых процессов выделяют гравитационные, центробежные, электрические и другие сепараторы. В зависимости от используемой среды, в которой ведётся рабочий процесс классификации, выделяют гидравлические и воздушные классификаторы. Гидравлические системы без движущихся частей (пирамидальные или конические) широко использовались до начала 50-х годов XX века. Их преимуществом была способность точной классификации небольших порций тонких продуктов. Воздушные классификаторы в свою очередь разделяются на центробежные и камерные.
Для подготовки руды к флотационному обогащению наибольшее распространение получили мокрые механические классификаторы гребкового (реечного) или спирального типа, в которых осевший материал убирается с помощью спиралей или реек. Часто их используют в комбинации со стержневыми или шаровыми мельницами при дроблении руды для непрерывного выделения фракций достаточно мелкого помола.
В порошковой металлургии чаще всего используются механические классификаторы (сита, вибросита и т. п.).